# フランセスク・ビラノバ
フランセスク・"ティト"・ビラノバ・イ・バヨ（Francesc "Tito" Vilanova i Bayó、 1968年9月17日 - 2014年4月25日）は、スペイン・カタルーニャ州・バイカイラ・ダンポルダー出身の元サッカー選手。サッカー指導者。現役時代のポジションはMF。

## 選手経歴
1984年にFCバルセロナの下部組織に入団し、1988-1989シーズンよりバルサBでプレーし始める。1990年にUEフィゲレスに移籍した。UDAグラマネート所属時の2002年に34歳で現役引退した。

## 指導者経歴
テッラーサFCでテクニカルディレクターとして働いた後、2007年、FCバルセロナBの監督に就任したジョゼップ・グアルディオラのもとで助監督に就任した。翌2008年にグアルディオラがトップチームであるFCバルセロナ監督に就任したことに伴い、自身もトップチームの助監督に就任した。
2011年11月に唾液腺（耳下腺）に悪性腫瘍が見つかり、11月22日に摘出手術を受けた。その後、12月7日にチームへの復帰を果たし、グアルディオラをサポートした。
2012年4月27日、4シーズンに渡ってチームを率いたグアルディオラ監督が退任を表明したことにより後任監督に決定した。2012-2013シーズンから指揮を執ることになる。自身初めての監督であったが、リーガでは前半戦無敗、勝ち点55（引き分けはレアル・マドリードとのクラシコのみ）という好成績を収めた。しかし、2012年12月に耳下腺腫瘍が再発し、チームを離脱、6週間の放射線治療を受けることになった。離脱中は助監督のジョルディ・ロウラが指揮した。ロウラが指揮を代行した後半戦もUDアルメリア戦でリーガ初の敗北を喫し、コパ・デル・レイ準決勝でレアル・マドリードに敗れたものの、リーガでは首位を快走した。UEFAチャンピオンズリーグではACミラン戦で1stを0-2と落とすも、2ndで4-0と逆転勝利に成功している。ビラノバ自身はパリ・サンジェルマンFC戦の2ndレグにて治療から復帰し、6年連続のベスト4進出を決めるも、準決勝のバイエルン・ミュンヘン戦で合計スコア0-7と大敗した。リーガは34節時点で優勝を決め最終的に勝ち点100、115得点を達成し、昨シーズンにレアル・マドリードが樹立したリーグ最多勝ち点記録に並んだ。
UEFAチャンピオンズリーグでは大敗を喫したもののリーガでは首位を快走したこともあり、クラブ幹部のジョゼップ・マリア・バルトメウ副会長が2013-14シーズンの続投を明言しており、本人も監督業に意欲を見せていた。しかし、2013年7月19日、健康上の理由から辞任が発表された。
2014年4月24日、容態が悪化し、バルセロナ市内の病院に搬送され緊急手術を受けるが翌日25日死去。享年45。
2015年2月20日、バルセロナはトップチームの練習場を「ティト・ビラノバ」と命名した。

## タイトル

### 指導者
FCバルセロナ
- リーガ・エスパニョーラ 2012-13

### 監督成績
| クラブ       | 就任         | 退任           | 記録 | 記録 | 記録 | 記録 | 記録 | 記録 | 記録 | 記録   |
| クラブ       | 就任         | 退任           | 試   | 勝   | 分   | 敗   | 得   | 失   | 差   | 勝率   |
| ------------ | ------------ | -------------- | ---- | ---- | ---- | ---- | ---- | ---- | ---- | ------ |
| FCバルセロナ | 2012年7月1日 | 2012年12月18日 | 27   | 23   | 2    | 2    | 77   | 28   | +49  | 085.19 |
| FCバルセロナ | 2013年1月6日 | 2013年1月23日  | 5    | 3    | 1    | 1    | 16   | 6    | +10  | 060.00 |
| FCバルセロナ | 2013年4月1日 | 2013年7月19日  | 13   | 8    | 3    | 2    | 28   | 17   | +11  | 061.54 |
| 合計         | 合計         | 合計           | 45   | 34   | 6    | 5    | 121  | 51   | +70  | 075.56 |